# Elefántcsontpart az 1984. évi nyári olimpiai játékokon
Elefántcsontpart az egyesült államokbeli Los Angelesben megrendezett 1984. évi nyári olimpiai játékok egyik részt vevő nemzete volt. Az országot az olimpián 4 sportágban 15 sportoló képviselte, akik összesen 1 érmet szereztek. Elefántcsontpart első érmét szerezte az olimpiai játékok történetében.

## Érmesek
| Érem  | Versenyző      | Sportág  | Versenyszám |
| ----- | -------------- | -------- | ----------- |
| Ezüst | Gabriel Tiacoh | Atlétika | Férfi 400 m |

## Atlétika
Férfi
| Versenyző                                                           | Versenyszám     | Előfutam | Előfutam | Előfutam | Negyeddöntő | Negyeddöntő | Negyeddöntő | Elődöntő | Elődöntő | Elődöntő | Döntő   | Döntő    |
| Versenyző                                                           | Versenyszám     | Idő      | Hely.    | Össz.    | Idő         | Hely.       | Össz.       | Idő      | Hely.    | Össz.    | Idő     | Helyezés |
| ------------------------------------------------------------------- | --------------- | -------- | -------- | -------- | ----------- | ----------- | ----------- | -------- | -------- | -------- | ------- | -------- |
| Kouadio Otokpa                                                      | 100 m           | 10,72    | 3.       | 46.**    | 10,80       | 8.          | 39.         | kiesett  | kiesett  | kiesett  | kiesett | kiesett  |
| Georges Kablan Degnan                                               | 200 m           | 21,39    | 4.       | 34.      | kiesett     | kiesett     | kiesett     | kiesett  | kiesett  | kiesett  | kiesett | kiesett  |
| Gabriel Tiacoh                                                      | 400 m           | 45,96    | 1.       | 10.      | 45,15       | 1.          | 5.          | 44,64    | 1.       | 1.       | 44,54   |          |
| René Djédjémél                                                      | 400 m gát       | 50,27    | 3.       | 18.      | kiesett     | kiesett     | kiesett     | kiesett  | kiesett  | kiesett  | kiesett | kiesett  |
| Georges Kablan Degnan Avognan Nogboun René Djédjémél Gabriel Tiacoh | 4 × 400 m váltó | 3:03,50  | 3.       | 4.       |             |             |             | 3:04,87  | 6.       | 13.      | kiesett | kiesett  |

Női
| Versenyző        | Versenyszám | Előfutam | Előfutam | Előfutam | Negyeddöntő | Negyeddöntő | Negyeddöntő | Elődöntő | Elődöntő | Elődöntő | Döntő   | Döntő    |
| Versenyző        | Versenyszám | Idő      | Hely.    | Össz.    | Idő         | Hely.       | Össz.       | Idő      | Hely.    | Össz.    | Idő     | Helyezés |
| ---------------- | ----------- | -------- | -------- | -------- | ----------- | ----------- | ----------- | -------- | -------- | -------- | ------- | -------- |
| Céléstine N'Drin | 800 m       | 2:06,06  | 5.       | 19.      | kiesett     | kiesett     | kiesett     | kiesett  | kiesett  | kiesett  | kiesett | kiesett  |

** - két másik versenyzővel azonos eredményt ért el

## Cselgáncs
| Versenyző             | Versenyszám | Csoport | Selejtező               | 32-es főtábla              | Nyolcaddöntő      | Negyeddöntő       | Elődöntő          | Vigaszág nyolcaddöntő     | Vigaszág negyeddöntő | Vigaszág elődöntő | Bronz- mérkőzés   | Döntő             | Helyezés |
| Versenyző             | Versenyszám | Csoport | Ellenfél Eredmény       | Ellenfél Eredmény          | Ellenfél Eredmény | Ellenfél Eredmény | Ellenfél Eredmény | Ellenfél Eredmény         | Ellenfél Eredmény    | Ellenfél Eredmény | Ellenfél Eredmény | Ellenfél Eredmény | Helyezés |
| --------------------- | ----------- | ------- | ----------------------- | -------------------------- | ----------------- | ----------------- | ----------------- | ------------------------- | -------------------- | ----------------- | ----------------- | ----------------- | -------- |
| Jean Claude N'Guessan | Könnyűsúly  | A       |                         | Yousuf Al-Hammad (KUW) · V | kiesett           | kiesett           | kiesett           |                           |                      |                   |                   |                   | 19.      |
| Gaston Oula           | Váltósúly   | B       | Frank Wieneke (FRG) · V |                            |                   |                   |                   | Takano Hiromicu (JPN) · V | kiesett              | kiesett           | kiesett           |                   | 11.      |

## Kajak-kenu
Férfi
| Versenyző                   | Versenyszám        | Előfutam | Előfutam | Előfutam | Vigaszág | Vigaszág | Vigaszág | Elődöntő | Elődöntő | Elődöntő | Döntő   | Döntő    |
| Versenyző                   | Versenyszám        | Idő      | Hely.    | Össz.    | Idő      | Hely.    | Össz.    | Idő      | Hely.    | Össz.    | Idő     | Helyezés |
| --------------------------- | ------------------ | -------- | -------- | -------- | -------- | -------- | -------- | -------- | -------- | -------- | ------- | -------- |
| N'Gama                      | Kajak egyes 500 m  | 2:01,16  | 5.       | 17.      | 1:57,03  | 5.       | 8.       | kiesett  | kiesett  | kiesett  | kiesett | kiesett  |
| Adogon                      | Kajak egyes 1000 m | 4:22,30  | 6.       | 18.      | 4:20,11  | 5.       | 9.       | kiesett  | kiesett  | kiesett  | kiesett | kiesett  |
| Melagne Lath Kouame N'Douba | Kajak kettes 500 m | 1:49,82  | 7.       | 19.      | 1:47,48  | 6.       | 11.      | kiesett  | kiesett  | kiesett  | kiesett | kiesett  |

## Ökölvívás
RSC – a mérkőzésvezető megállította a mérkőzést
| Versenyző      | Versenyszám   | Selejtező         | 32-es főtábla             | Nyolcaddöntő               | Negyeddöntő                  | Elődöntő          | Döntő             | Helyezés |
| Versenyző      | Versenyszám   | Ellenfél Eredmény | Ellenfél Eredmény         | Ellenfél Eredmény          | Ellenfél Eredmény            | Ellenfél Eredmény | Ellenfél Eredmény | Helyezés |
| -------------- | ------------- | ----------------- | ------------------------- | -------------------------- | ---------------------------- | ----------------- | ----------------- | -------- |
| Bararq Bahtobe | Harmatsúly    | erőnyerő          | Cemal Öner (TUR) · 1:4    | kiesett                    | kiesett                      | kiesett           | kiesett           | 17.      |
| Bakary Fofana  | Könnyűsúly    | erőnyerő          | Fahri Sümer (TUR) · 0:5   | kiesett                    | kiesett                      | kiesett           | kiesett           | 17.      |
| Gnohere Sery   | Nagyváltósúly | erőnyerő          | Salulolo Aumua (WSM) · KO | Ralph Labrosse (SEY) · 4:1 | Manfred Zielonka (FRG) · 0:5 | kiesett           | kiesett           | 5.       |